# Laxmannia arida
Laxmannia arida là một loài thực vật có hoa trong họ Măng tây. Loài này được Gregory John Keighery mô tả khoa học đầu tiên năm 1987.